# Cmentarz wojenny nr 95 – Stróżówka
Cmentarz wojenny nr 95 – Stróżówka – żołnierskie miejsce pochówku z czasów I wojny światowej zlokalizowane w Stróżówce, w przysiółku Garbacz, przy drodze wojewódzkiej nr 977. Należał on do okręgu III - Gorlice Oddziału Grobów Wojennych C. i K. Komendantury Wojskowej w Krakowie.
Na cmentarzu pochowanych jest:
- 22 żołnierzy armii austro-węgierskiej
- 43 żołnierzy armii niemieckiej
- 28 żołnierzy armii rosyjskiej
- 39 żołnierzy, których przynależności armijnej nie rozpoznano.

## Opis cmentarza
Cmentarz na planie prostokąta zaprojektował Hans Mayr. Od przodu ogrodzony jest niskim płotem żelaznych sztachet z bramą wejściową. Z pozostałych stron otoczony murem kamiennym. Fragment muru na wprost wejścia stanowi ściana pomnikowa o kształcie trójkąta z wnęką po tablicy inskrypcyjnej i z górującym nad nią betonowym krzyżem.
Na cmentarzu znajduje się 14 mogił zbiorowych i 2 pojedyncze. Rozmieszczone są one w dwóch równoległych rzędach. Groby mają formę:
- żeliwnych krzyży z tarczą na skrzyżowaniu ramion
- żeliwnych krzyży lotaryńskich z wieńcem laurowym
- betonowych, zakończonych trójkątnie stel z żeliwną tablicą imienną.

Cmentarz zadbany, w świetnym stanie technicznym. Pola grobowe zatarły się. Obsadzony jest dębami.

## Galeria

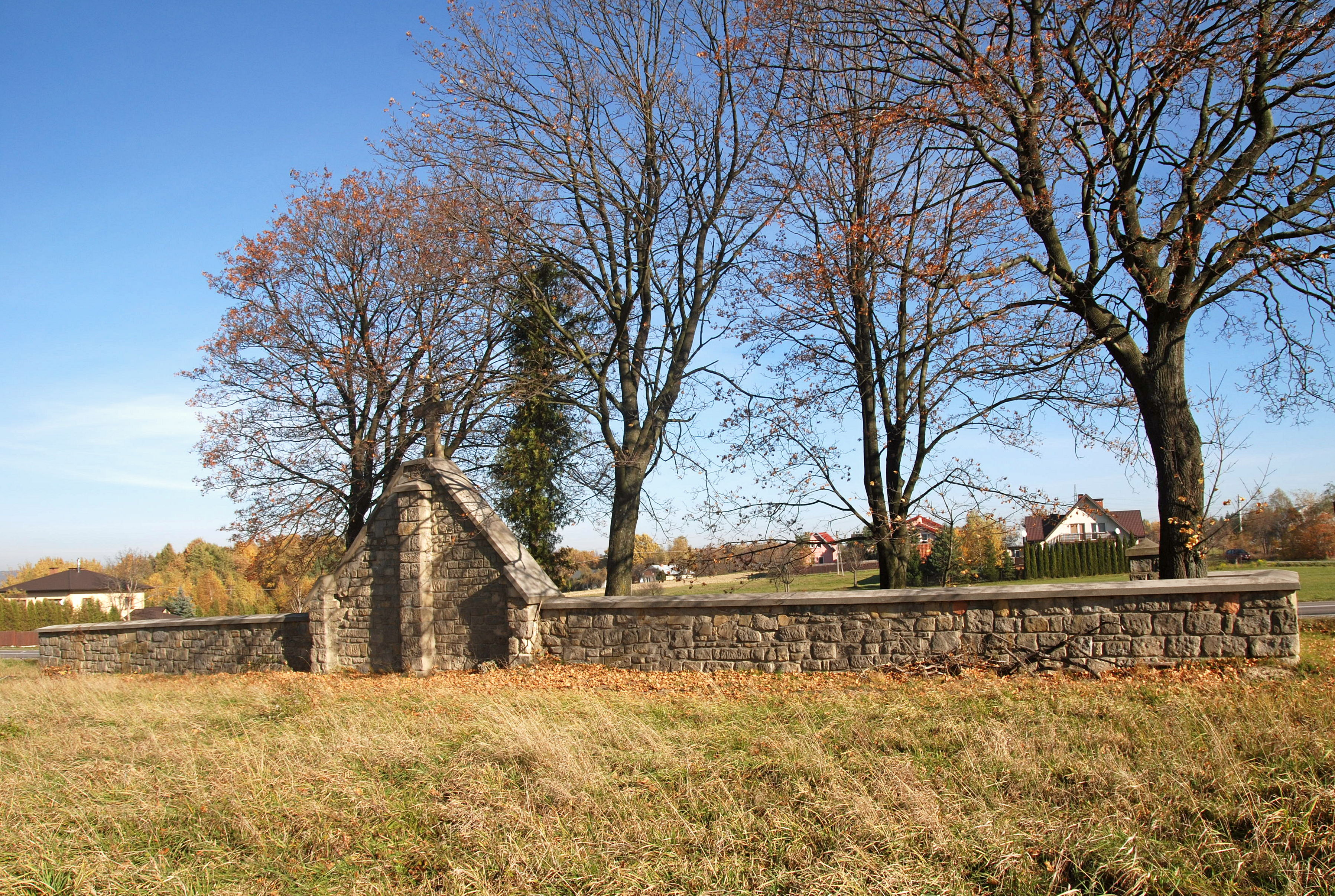
Widok od strony zachodniej
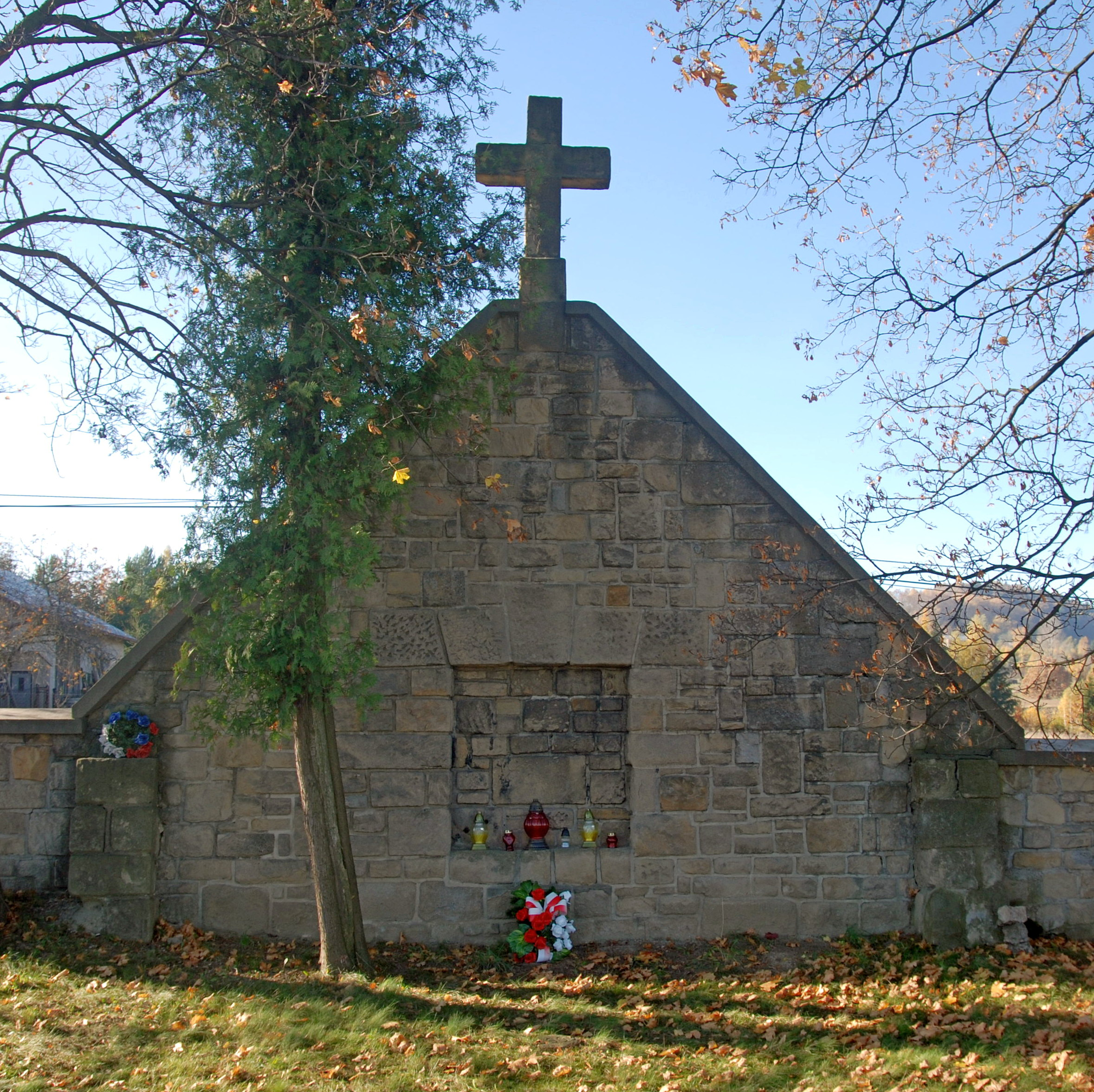
Widok na pomnik główny
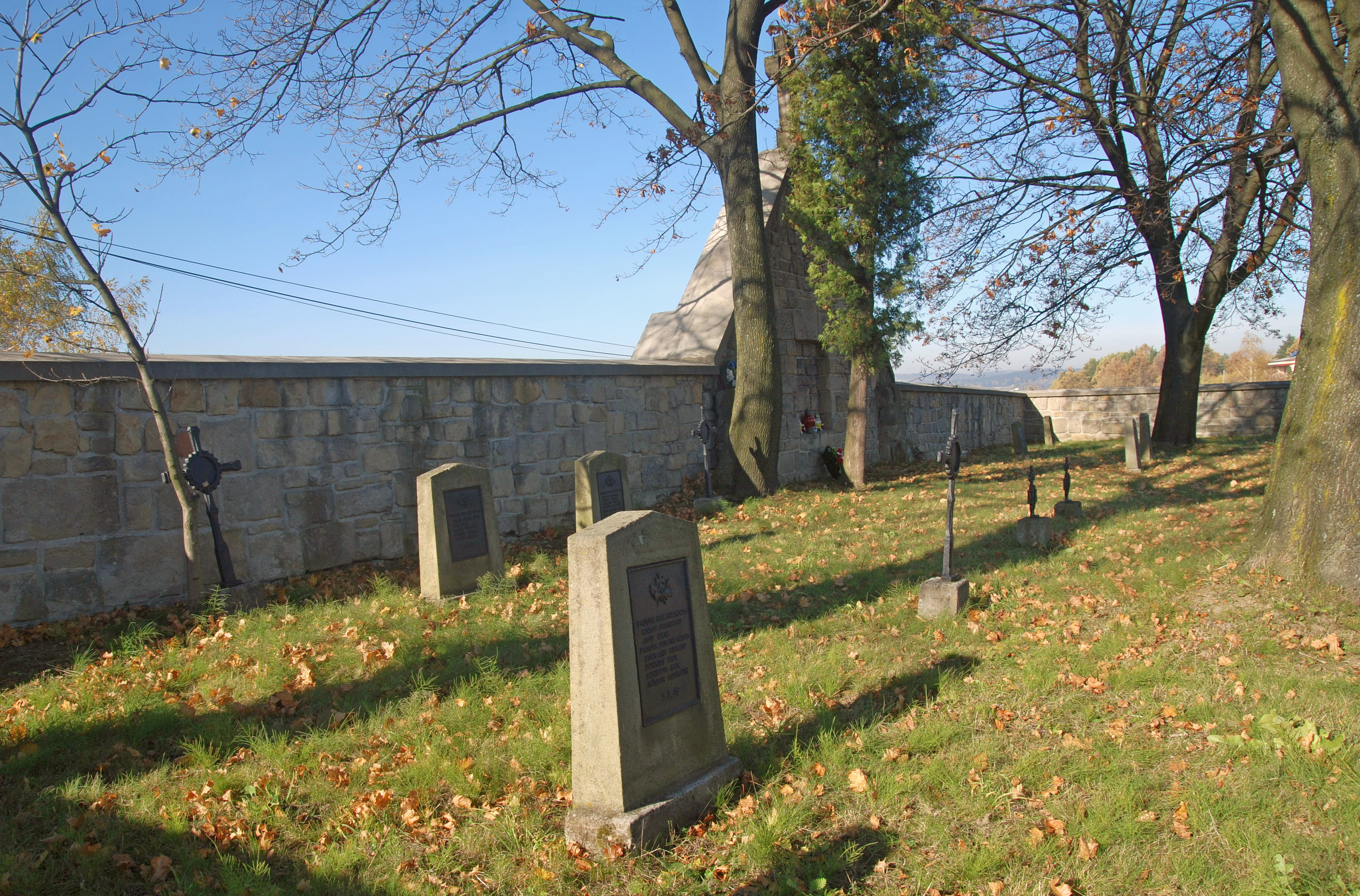
Fragment cmentarza
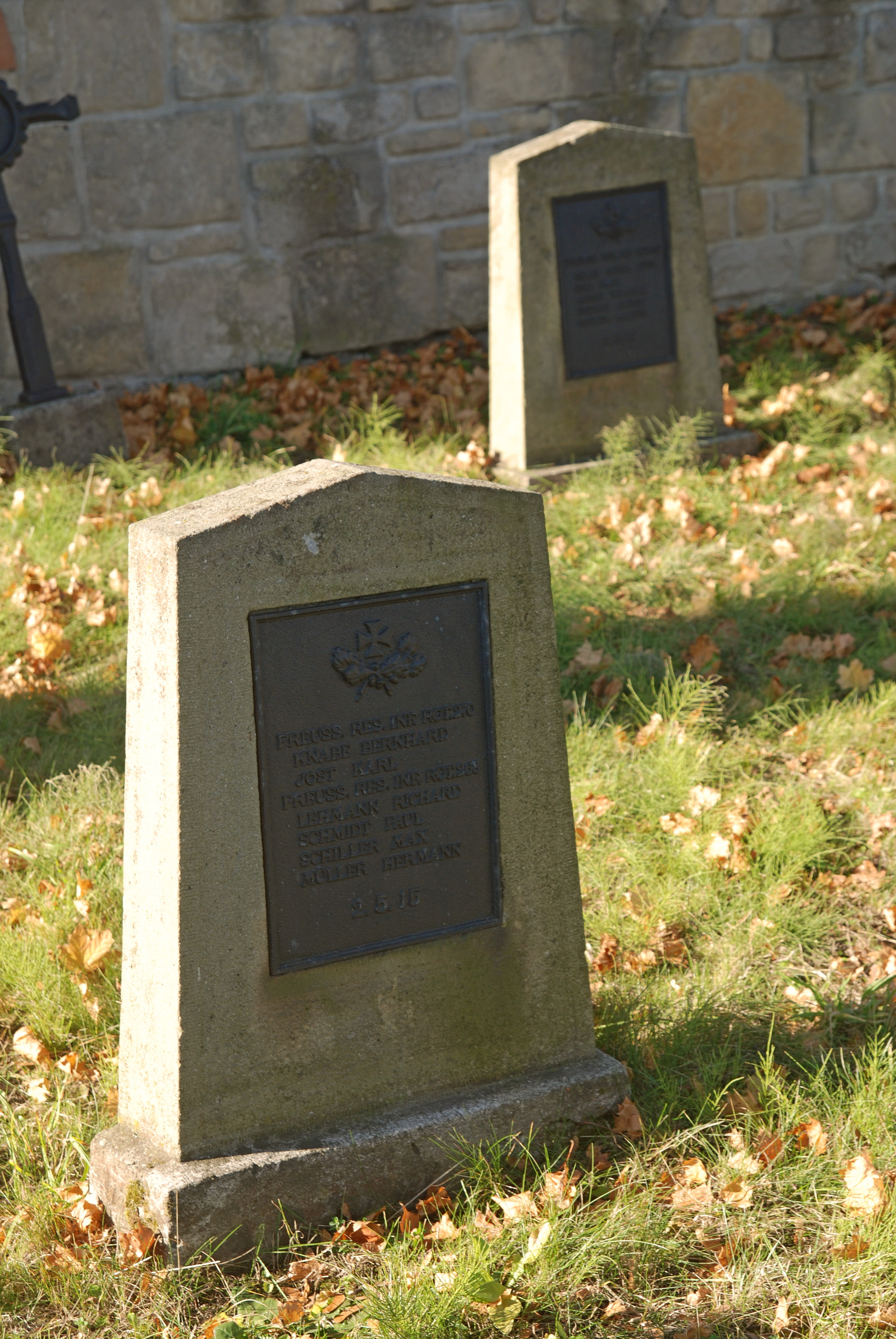
Stele
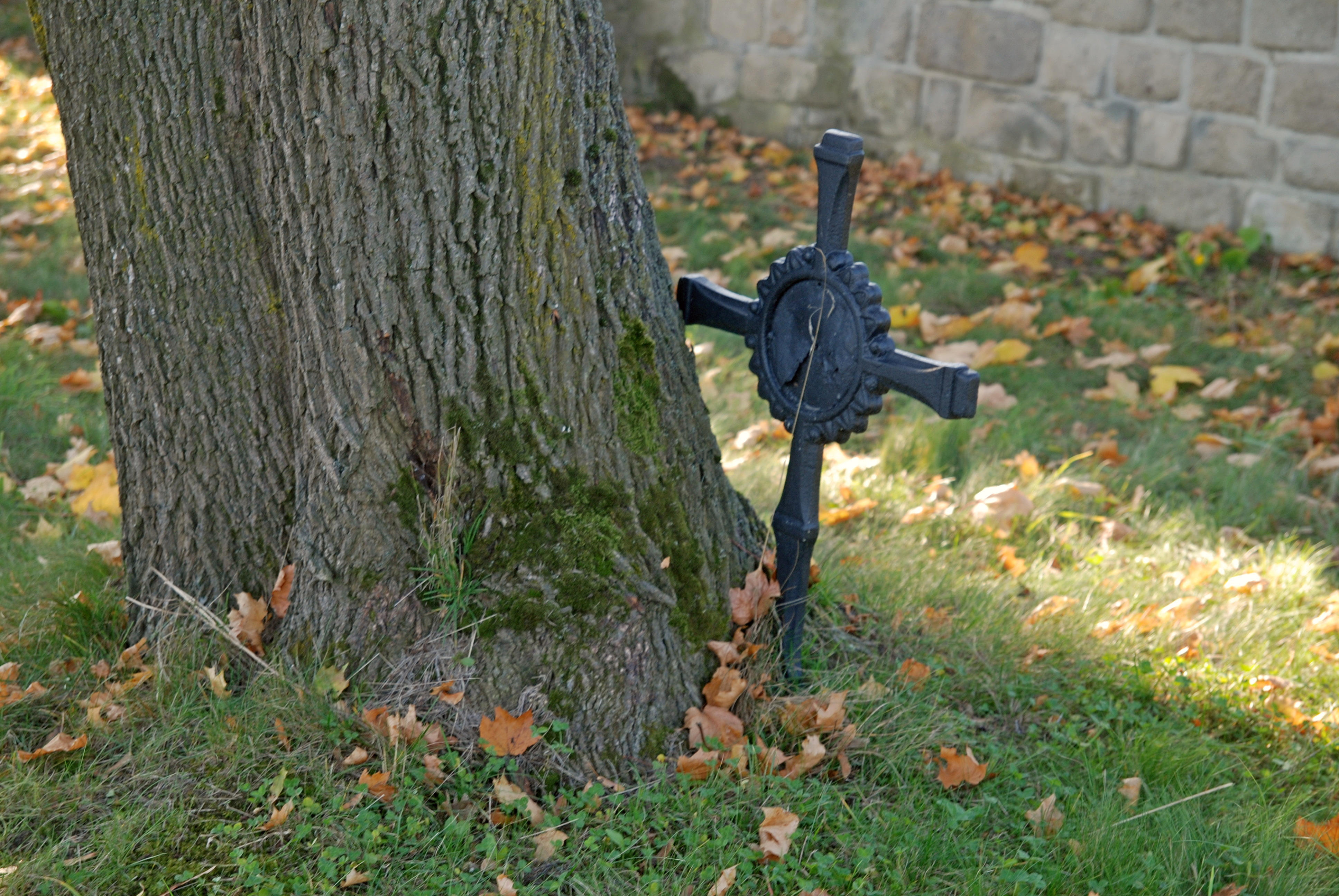
Krzyż jednoramienny
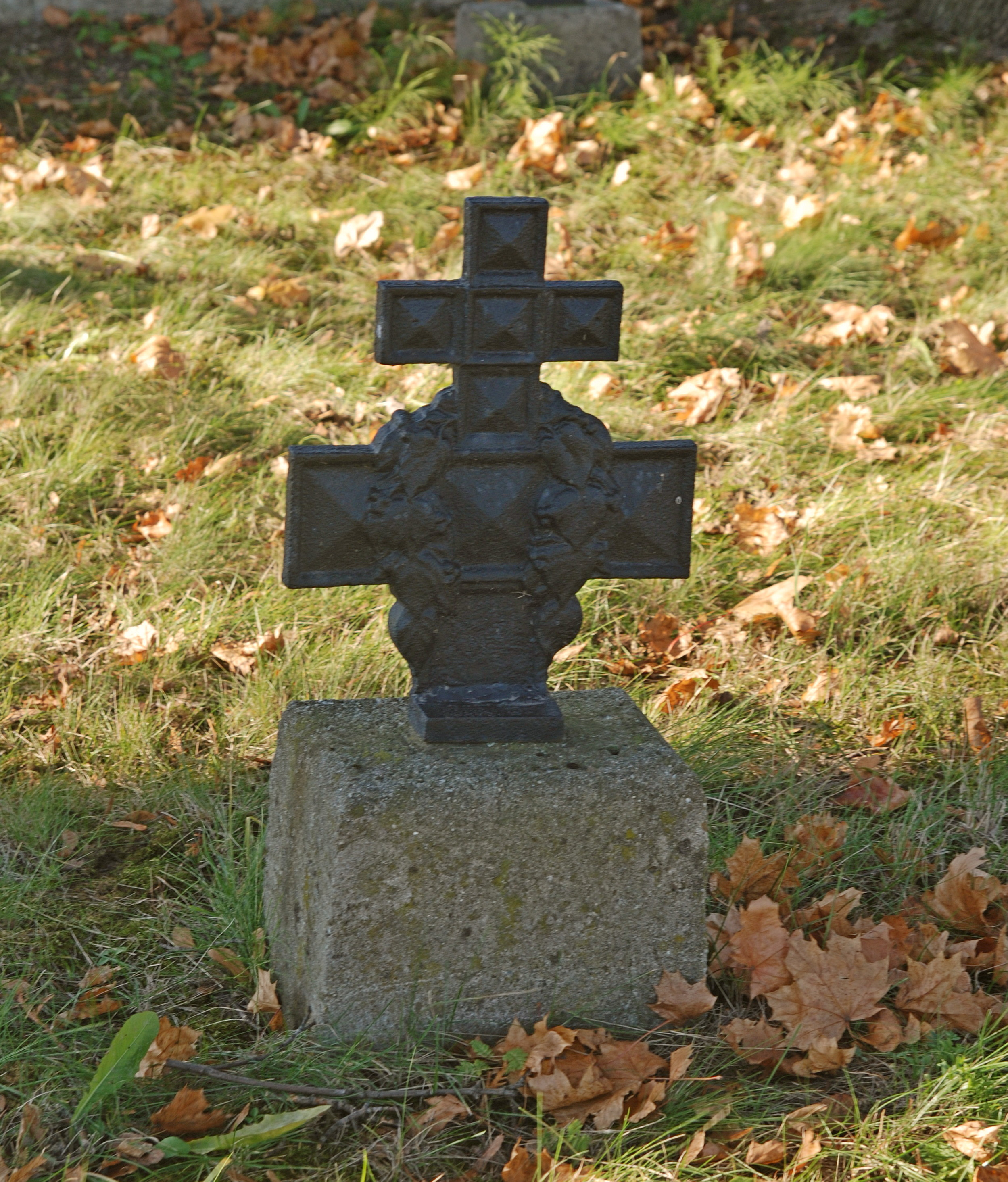
Nagrobek z krzyżem dwuramiennym